# Dom Fuhrmanów w Przeworsku
Dom Ćwierzów w Przeworsku – XVIII-wieczny zabytkowy dom parterowy, zlokalizowany przy ul. Bernardyńskiej 5 w Przeworsku.
Wzniesiony przez mieszczańską rodzinę Fuhrmanów. Zbudowany został z drewna w 1731. Posiada murowaną ścianę frontową. Na belce stropowej widnieje data 1731. W 1990 obiekt wpisano do Rejestru Zabytków.